# Ріроріро буроволий
Ріроріро буроволий (Gerygone ruficollis) — вид горобцеподібних птахів родини шиподзьобових (Acanthizidae). Ендемік Нової Гвінеї. Мешкає в гірських тропічних лісах.